# Kazakhstan aux Jeux olympiques d'hiver de 2010
Cet article contient des informations sur la participation et les résultats du Kazakhstan aux Jeux olympiques d'hiver de 2010 à Vancouver au Canada.

## Cérémonies d'ouverture et de clôture

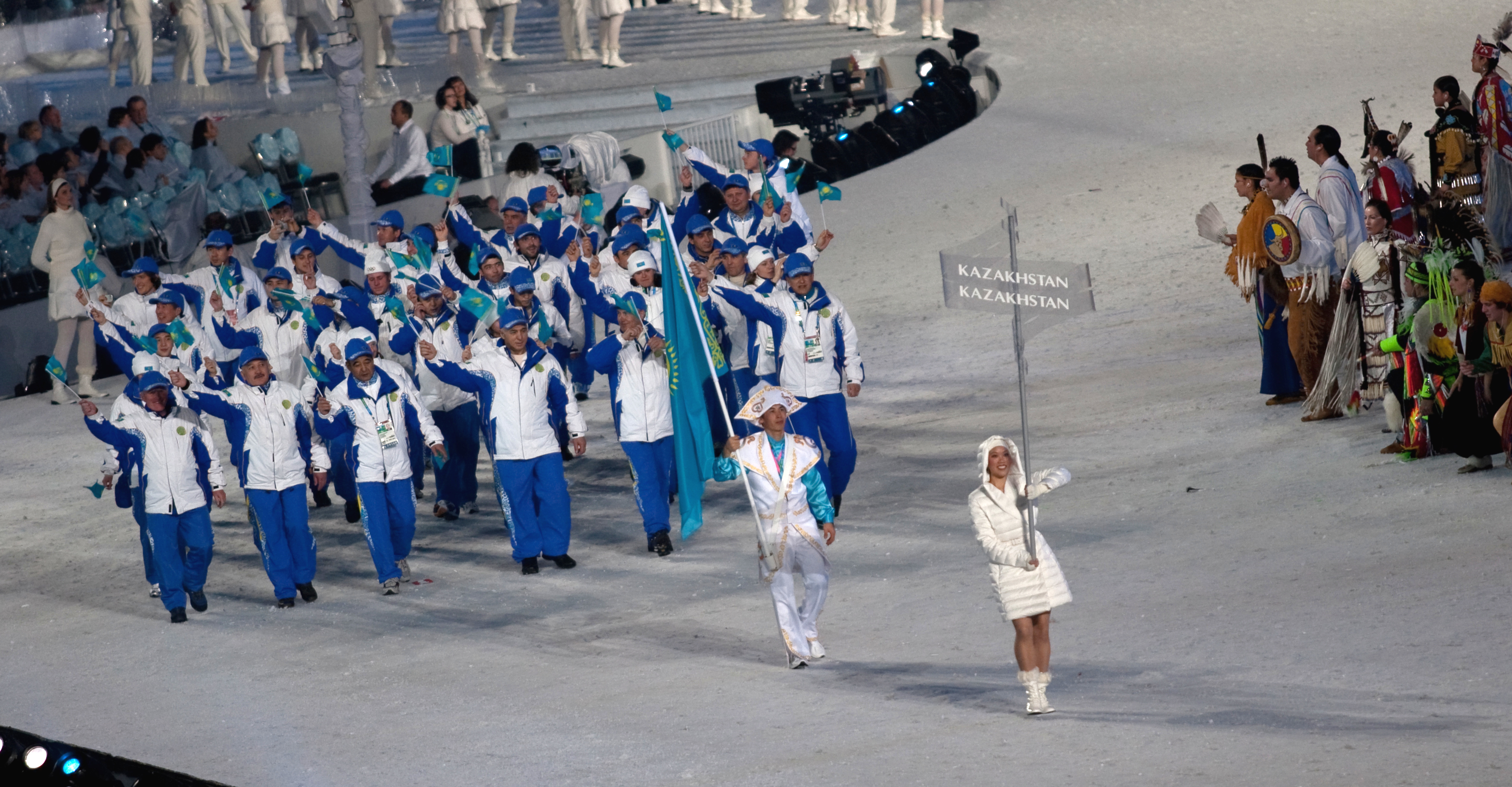
Entrée de la délégation kazakhe lors de la cérémonie d'ouverture.

Comme cela est de coutume, la Grèce, berceau des Jeux olympiques, ouvre le défilé des nations, tandis que le Canada, en tant que pays organisateur, ferme la marche. Les autres pays défilent par ordre alphabétique. Le Kazakhstan est la 44e des 82 délégations à entrer dans le BC Place Stadium de Vancouver au cours du défilé des nations durant la cérémonie d'ouverture, après le Japon et avant la Corée du Sud. Cette cérémonie est dédiée au lugeur géorgien Nodar Kumaritashvili, mort la veille après une sortie de piste durant un entraînement. Le porte-drapeau du pays est le biathlète Dias Keneshev.
Lors de la cérémonie de clôture qui se déroule également au BC Place Stadium, les porte-drapeaux des différentes délégations entrent ensemble dans le stade olympique et forment un cercle autour du chaudron abritant la flamme olympique. Le drapeau kazakh est alors porté par le fondeur Aleksey Poltaranin.

## Médailles

### Or
| Sport              | Discipline | Sportifs | Performance |
| Médailles d'or : 0 |            |          |             |

### Argent
| Sport                  | Discipline       | Sportifs          | Performance |
| Médailles d'Argent : 1 |                  |                   |             |
| Biathlon               | 15 km individuel | Elena Khrustaleva | 41:13.5     |

### Bronze
| Sport                   | Discipline | Sportifs | Performance |
| Médailles de Bronze : 0 |            |          |             |

## Engagés par sport

### Biathlon
| Nom                  | Épreuve |
| -------------------- | ------- |
| Nikolay Braichenko   |         |
| Alexsandr Chervyhkov |         |
| Lyubov Filmonova     |         |
| Dias Keneshev        |         |
| Ielena Khroustaliova |         |
| Anna Lebedeva        |         |
| Marina Lebedeva      |         |
| Yan Savitskiy        |         |
| Alexandr Trifovov    |         |

### Patinage artistique
| Nom                | Épreuve |
| ------------------ | ------- |
| Denis Ten          | Hommes  |
| Abzal Rakimgaliyev | Hommes  |

### Patinage de vitesse
| Nom               | Épreuve |
| ----------------- | ------- |
| Yekaterina Aydova |         |
| Dmitry Babenko    |         |
| Roman Krech       |         |
| Denis Kuzin       |         |
| Natalya Rybakova  |         |

### Saut à ski
| Nom              | Épreuve |
| ---------------- | ------- |
| Nikolay Karpenko |         |
| Alexey Korolev   |         |
| Radik Zhaparov   |         |

### Short track
| Nom             | Épreuve |
| --------------- | ------- |
| Aidar Bekzhanov |         |

### Ski acrobatique
| Nom               | Épreuve       |
| ----------------- | ------------- |
| Zhibek Arapbayeva | Sauts dames   |
| Dmitriy Barmashov | Bosses hommes |
| Yulia Galysheva   | Bosses dames  |
| Dmitriy Reiherd   | Bosses hommes |
| Yuliya Rodionova  | Bosses dames  |
| Darya Rybalova    | Bosses dames  |

### Ski alpin
| Nom               | Épreuve                                         |
| ----------------- | ----------------------------------------------- |
| Lyudmila Fedotova | Descente, Slalom, Slalom géant, Super combiné   |
| Igor Zakurdaev    | Descente, Slalom géant, Super combiné, Super-G, |

### Ski de fond
| Nom                         | Épreuve |
| --------------------------- | ------- |
| Elena Antonova              |         |
| Nikolay Chebotko            |         |
| Sergey Cherepanov           |         |
| Oxana Jatskaja              |         |
| Elena Kolomina              |         |
| Yevgeniy Koshevoy           |         |
| Svetlana Malahova-Shishkina |         |
| Marina Matrossova           |         |
| Alexey Poltaranin           |         |
| Tatjana Roshina             |         |
| Yevgeniy Velichko           |         |

## Diffusion des Jeux au Kazakhstan
Les Turcs peuvent suivre les épreuves olympiques en regardant en clair la chaîne Khabar TV.